# Douglas Diegues
Douglas Diegues (Rio de Janeiro, 1965)  é um poeta considerado de vanguarda e co-autor de estudo que é considerado um dos mais sérios sobre as poéticas de povos indígenas do Brasil.

## Notícia biográfica
Filho de um  carioca que foi fotógrafo profissional da revista O Cruzeiro com uma falante hispano-guarani , Douglas Diegues carregará esta herança cultural complexa para sua atividade cultural.
Tendo sido criado e vivido por muito tempo em Ponta Porã, na fronteira do Brasil com o Paraguai, o poeta viveu posteriormente entre as cidades de Assunção do Paraguai e Campo Grande, Brasil.
Tornando-se amigo e frequentador da companhia de Manoel de Barros, escreveu em parceria com este o roteiro do documentário televisivo "O Poeta é um ente que lambe as palavras e depois se alucina", exibido pela TV Cultura de São Paulo em agosto de 2004, que aborda a vida e a obra de Barros.
Em 2006, organiza e traduz a antologia de poesia guarani Kosmofonia mbya guarani, em co-autoria com o antropólogo e musicólogo Guillermo Sequera, estudo que será considerado um dos mais sérios sobre poéticas ditas primitivas no Brasil até hoje.
Em 2007 funda a Yiyi Jambo, em Assunção, editora que publicará em edições artesanais autores do Brasil e do Paraguai, além de traduções a um particular tipo de "portunhol", língua em que o poeta também escreverá, quase que exclusivamente, de autores consagrados da poesia mundial.
Atualmente, o poeta vive na capital paraguaia.

## A pesquisa em etnopoesia
A antologia de poesia guarani chamada Kosmofonia mbya guarani, com traduções em co-autoria com Guillermo Sequera, é considerada uma das mais sérias pesquisas feitas sobre etnopoesia no Brasil , não se limitando a trazer a tradução destes cantos, agregando-se a um livro com artigos e depoimentos, um CD e transcrições dos cantos indígenas.
O poeta Manoel de Barros, após ouvir os cantos ali reunidos afirmou: "Eles (os cantos) me transportaram para os ancestrais, para os fósseis lingüísticos, lá onde se misturam as primeiras formas, as primeiras vozes. A voz das águas, do sol, das crianças, dos pássaros, das árvores, das rãs. Passei quase duas horas deitado nos meus inícios, nos inícios dos cantos do homem" .

## A poética incomum

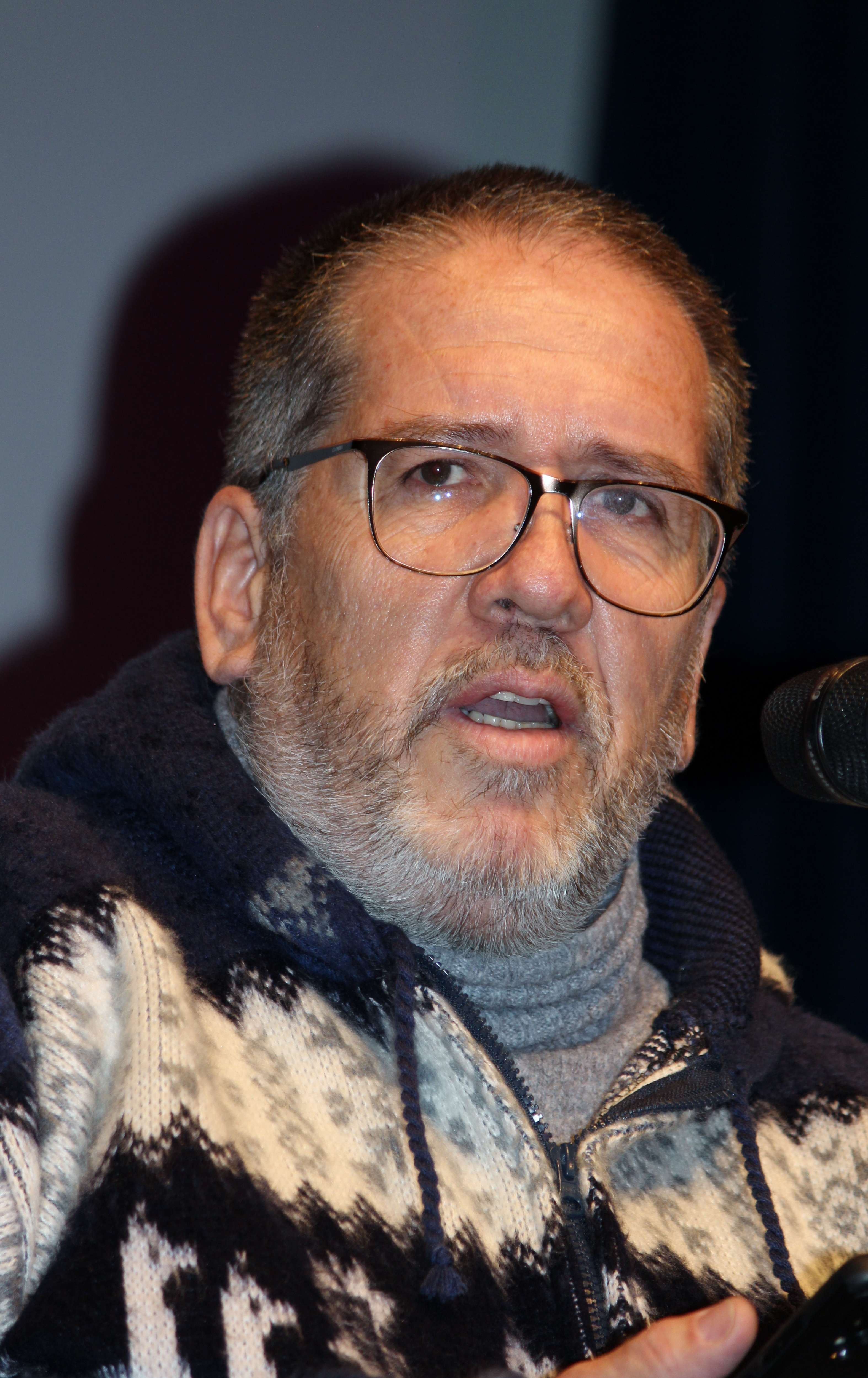
Recitando seus poemas

Considerado por poetas como um dos maiores poetas brasileiros das últimas gerações , Douglas Diegues produz uma obra poética, definitivamente, incomum, escrevendo em uma interlíngua resultante do português, do castelhano e do guarani, que o poeta chama de Portunhol Selvagem. A respeito desta língua sem gramática escrita, explorada pelo poeta de forma muito particular, Diegues declara: "A língua mestiça com que escrevo é visceral. O portunhol fronteiro tem uma graça encantatória que me fascina. Acho-o feio, de mau gosto, bizarro, rupestre, mas tem uma graça que me seduz, me impacta antes e depois dos meus gostos, dos gostos do meu cérebro aculturado" .
Sendo seus poemas, muitas vezes, sonetos, concomitantemente Diegues faz uso dos mitos guaranis e de referências à poesia e à arte de vanguarda, como por exemplo, ao Dadaísmo e ao Ready made, resultando, por este motivo, em arranjos ao mesmo tempo "muito antigos e muito atuais" .
Desta forma, sobre seus 30 sonetos publicados sob o título "Dá Gusto Andar Desnudo por Estas Selvas - Sonetos Salvajes", o poeta Glauco Mattoso afirma que "provocam um estranhamento que desalinha a percepção e constrói um espaço mítico". Por isso Mattoso os chama de "sonetos insurretos".
A esta maneira peculiar de escrever, ao mesmo tempo nova e antiga, que pretende elevar o portunhol ao nível de língua literária, demonstrando também a novidade da poética primitiva, Diegues denominou de Vanguarda primitiva, conceito inventado por ele e Manoel de Barros para definir a poesia de ambos.

## Obra

### Poemas próprios

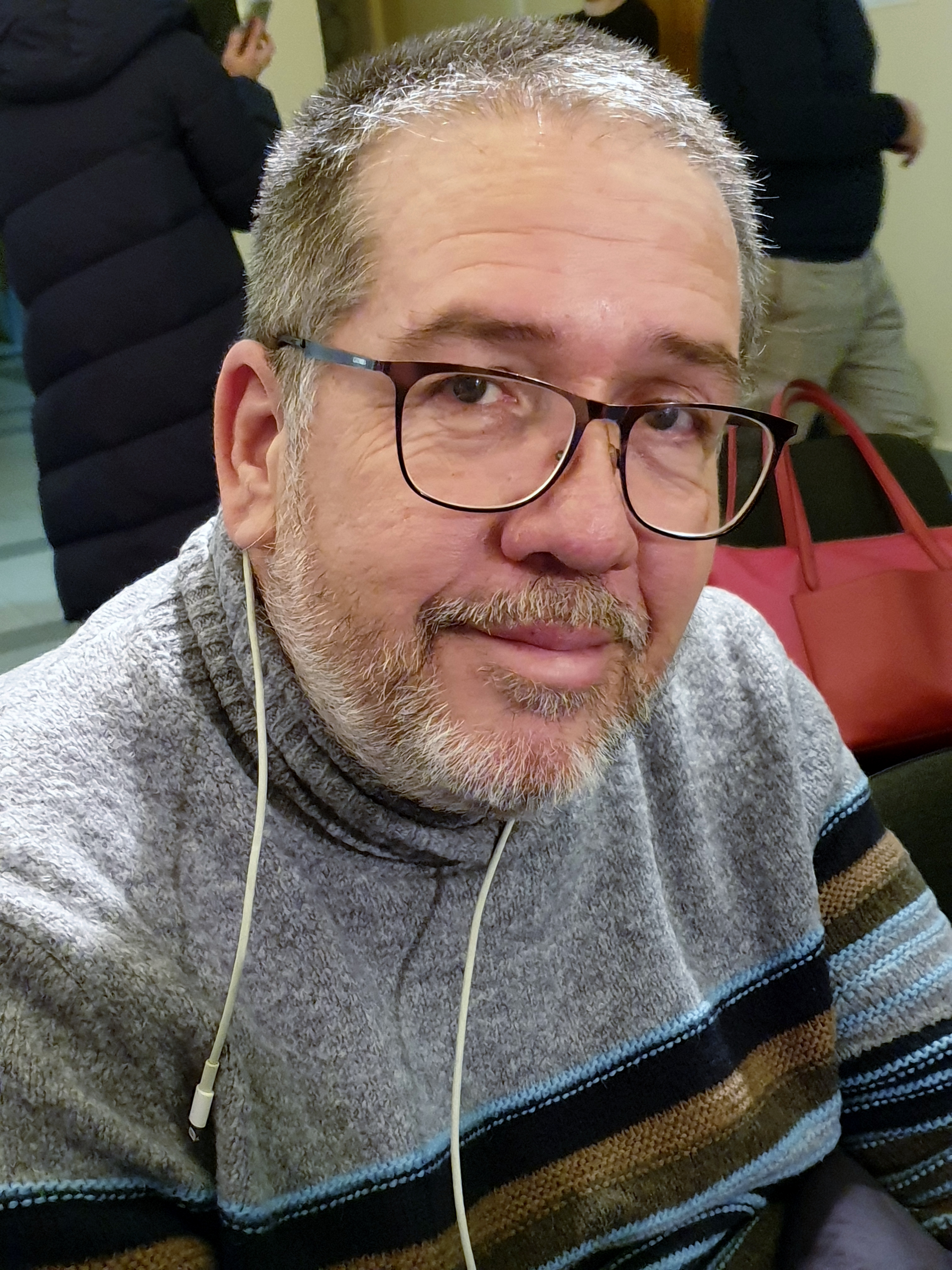
Diegues na feira Non/fictio№21 em Moscou

- Dá Gusto Andar Desnudo por Estas Selvas (Travessa dos Editores; Curitiba, PR, 2003);
- Uma Flor na Solapa da Miséria (Eloisa Cartonera, Buenos Aires, 2005); Rocio (Jakembo Editores, Asuncion, Paraguay, 2007);
- El Astronauta Paraguayo, (Yiyi Jambo, Asunción, 2007);
- La Camaleoa, (Yiyi Jambo, Asunción, 2008);
- DD Erotikon & Salbaje, (Felicita Cartonera, Asunción, 2009);
- Sonetokuera en aleman, portuniol salvaje y guarani (Mburukujarami kartonera, Luquelandia, Paraguay, 2009).

### Organização
- Antologias: Lluvia Negra, 11 narradores paraguayos y non-paraguayos (Yiyi Jambo, Asuncion, 2009).

### Organização e co-tradução
- Kosmofonia Mbyá-Guarani. Tradução Guillermo Sequera. Adaptação dos textos e organização Douglas Diegues. (Mendonça & Provazi Editores, São Paulo, 2006).

### Traduções (recriações para oportunhol)
- Open Eyes and otros poemas kaures, de Malcolm Lowry (Yiyi Jambo, Asuncion, 2009);
- El Kuervo, de Edgar Allan Poe (Yiyi Jambo, Asuncion, 2009);
- El Rey Lear en Asuncionlandia", de Tomas Eloy Martinez, (Yiyi Jambo, 2009).